# پاناما (فیلم ۲۰۲۲)
پاناما (به انگلیسی: Panama) یک فیلم اکشن و دلهره‌آور محصول سال ۲۰۲۲ به کارگردانی مارک نولدین با بازی کول هاسر و مل گیبسون است.

## داستان
هنگامی که ایالات متحده در آستانه حمله به پاناما است، یک تفنگدار دریایی سابق بنام جیمز بکر (کول هاسر) توسط استارک (مل گیبسون) از مأموران سیا برای یک مأموریت فوق سری تجارت اسلحه استخدام می‌شود. بکر به تنهایی و در میان خطرناک‌ترین دلالان اسلحه، ماهیت واقعی قدرت سیاسی را می‌آموزد.

## پیش تولید
این پروژه اولین بار در سال ۲۰۱۴ با کارگردانی دنیل آدامز از روی فیلمنامه‌ای که او با ویلیام باربر نوشته بود، اعلام شد. در سال ۲۰۱۹، مورگان فریمن و فرانک گریلو برای بازی در این فیلم وصل شدند و آدامز همچنان برای کارگردانی در هیئت مدیره بود. در سال ۲۰۲۰ اعلام شد که مل گیبسون و کول هاسر در این فیلم بازی خواهند کرد و مارک نولدین جایگزین آدامز به عنوان کارگردان شد.

## تولید
فیلمبرداری اصلی در دسامبر ۲۰۲۰ در پورتوریکو آغاز شد. این فیلم در ۱۴ روز فیلمبرداری شد.

## پاسخ انتقادی
در وب‌سایت جمع‌آوری نقد راتن تومیتوز درای امتیاز ۸ درصد از نظرات ۱۳ منتقد، با میانگین امتیاز ۲٫۶ از ۱۰ است.